# Chimborazo (vulcan)
Chimborazo este un vulcan inactiv de tip stratovulcan și este cel mai înalt vârf din Ecuador. Ultima sa erupție se crede că a avut loc un moment dat în primul mileniu din era noastră. Vârful său este în general considerat ca fiind locul cel mai îndepărtat de pe suprafața Pământului față de centrul Pământului, el se află la o distanță de 6.384,4 km.

## Geografie

### Localizare
Chimborazo este situat în Cordiliera Occidentală din Anzi din centrul Ecuadorului, la 150 km sud-sud-vest de capitala Quito. Este vecin cu Carihuairazo care are 5018 m înălțime. Vârful lui Chimborazo se ridică maiestuos la 2500 m deasupra zonele muntoase din jur (~ 3.500 la 4.000 m), cu o bază de ~ 20 km lățime.
În condiții clare ale atmosferei vârful lui Chimborazo poate fi văzut din orașul de coastă Guayaquil, aflat la aproape 140 de km. Cele mai apropiate orașe sunt Riobamba (~ 30 km la sud-est), Ambato (~ 30 km nord-est) și Guaranda (~ 25 km sud-vest). Chimborazo este înconjurat de Reserva de Produccion Faunistica Chimborazo care formează un ecosistem protejat pentru conservarea habitatului animalelor native din Anzi din grupul camelidelor: vicuña, llama și alpaca.

### Ghețarul
În partea de sus, Chimborazo este complet acoperit de ghețari, cu niște brațe la nord-est ale ghețarului care curg până la 4600 m. Ghețarul este sursă de apă pentru populația din provinciile Bolivar și Chimborazo din Ecuador. Masa de gheață a ghețarului Chimborazo a scăzut în ultimele decenii, din cauza influențelor combinate ale încălzirii globale, a cenușei de la activitatea vulcanică recentă din Tungurahua, și a fenomenului El Niño.
Ca și în alți munți cu ghețari din Ecuador, gheața de la Chimborazo este minată de localnici (este numită Hieleros din cuvântul spaniol pentru gheață:Hielo), pentru a fi vândută în piețele de Guaranda și Riobamba. În perioadele mai vechi, oamenii au transportat gheața care era folosită pentru răcire până la orașele de coastă, cum ar fi Babahoyo sau Vinces.

### Vulcanism
Chimborazo este un stratovulcan dominat de andezit și dacit. Cu aproximativ 35.000 de ani în urmă, un colaps al vulcanului Chimborazo a produs o avalanșă de moloz, ca mărturie a acestui eveniment sunt depozitele care stau la baza Riobamba. Chimborazo a erupt apoi de mai multe ori în timpul holocenului, ultima dată la aproximativ 550 d.Hr. ± 150 de ani. Astăzi Chimborazo este considerat inactiv. 

### Altitudine
Cu o altitudine de 6268 m, Chimborazo este cel mai înalt munte din Ecuador și din Anzii la nord de Peru, el este mai mare decât orice vârf aflat la nord din cele două Americi.

### Punctul cel mai îndepărtat de centrul Pământului
Vârful Muntelui Everest ajunge la o altitudine mai mare deasupra nivelului mării, dar vârful lui Chimborazo este cel mai îndepărtat punct de pe suprafața Pământului față de centrul Pământului, el este urmat de Muntele Huascarán. Chimborazo este la un grad sud de Ecuator și diametrul Pământului la ecuator este mai mare decât la latitudinea la care se află muntele Everest (8848 m deasupra nivelului mării), la nord cu aproape 28 °, cu nivelul mării, de asemenea, ridicat. În ciuda faptului că altitudine este mai mică 2580 m, vârful lui Chimborazo este la 6,384.4 km depărtare de centrul Pământului, cu 2168 m mai departe decât vârful muntelui Everest (6,382.3 km de la centrul Pământului). Cu toate acestea, prin criteriul de altitudinea deasupra nivelului mării, Chimborazo nu este chiar cel mai înalt vârf din Anzi.

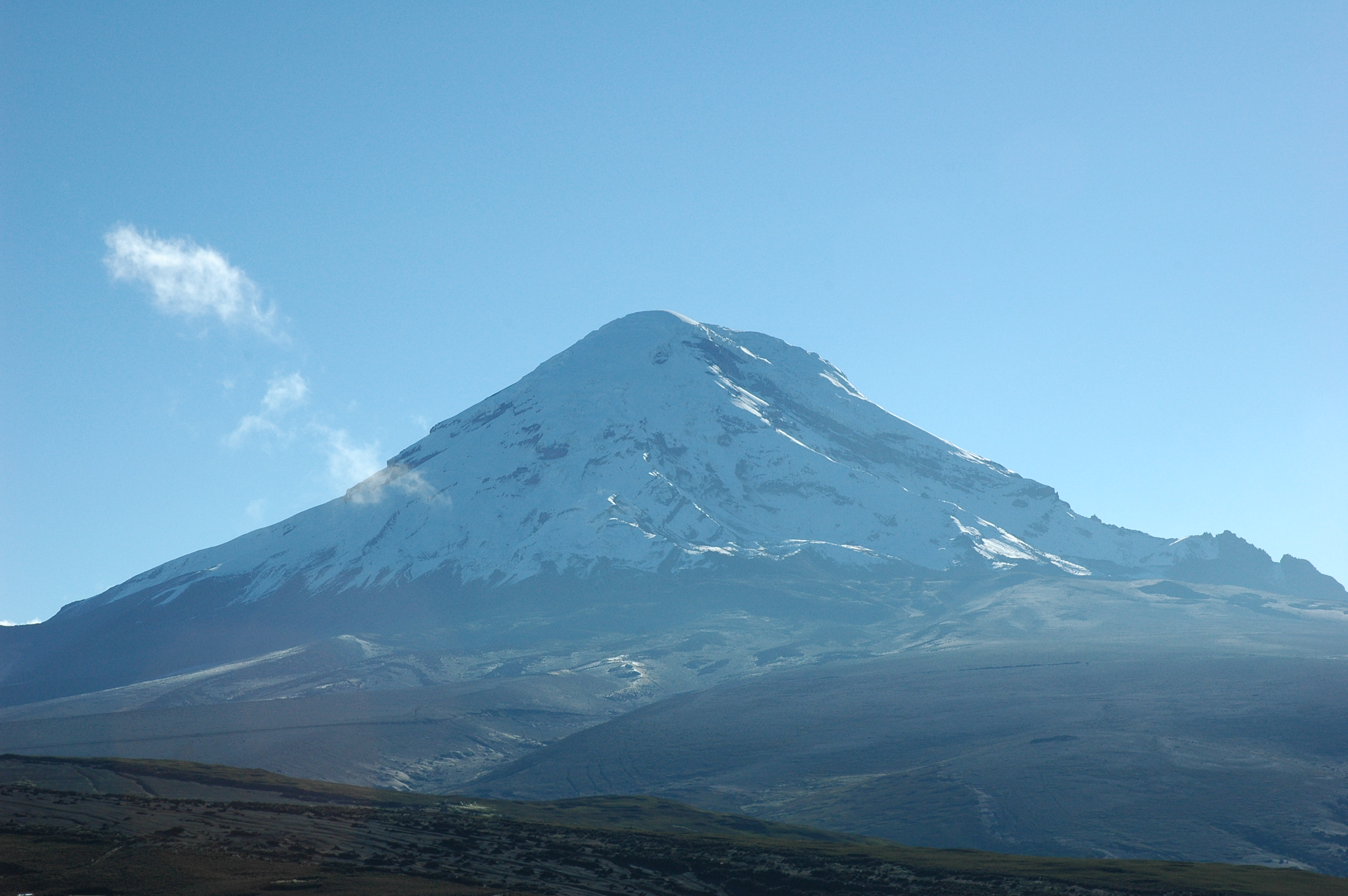
Chimborazo dinspre Vest
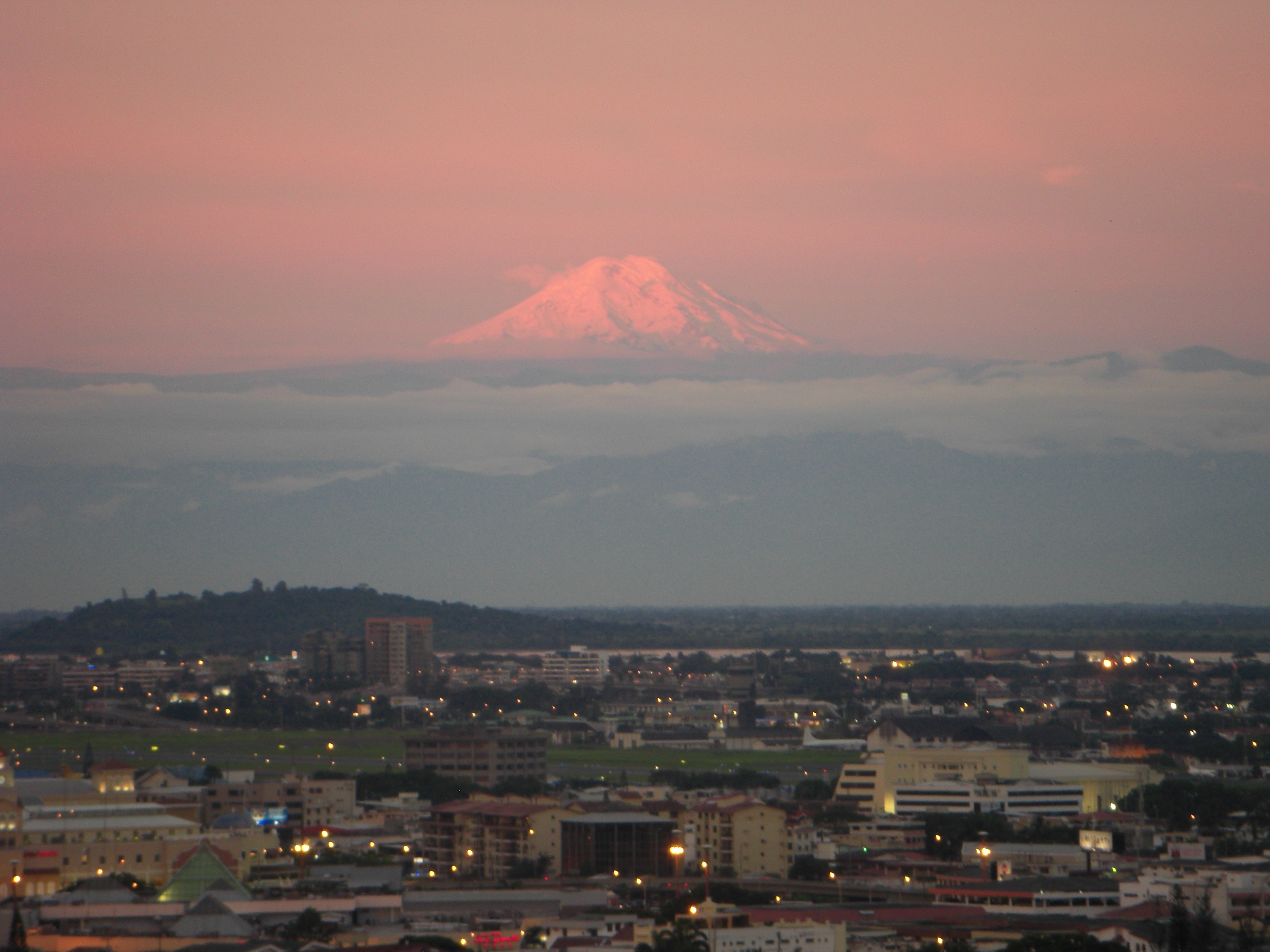
Chimborazo dinspre Guayaquil
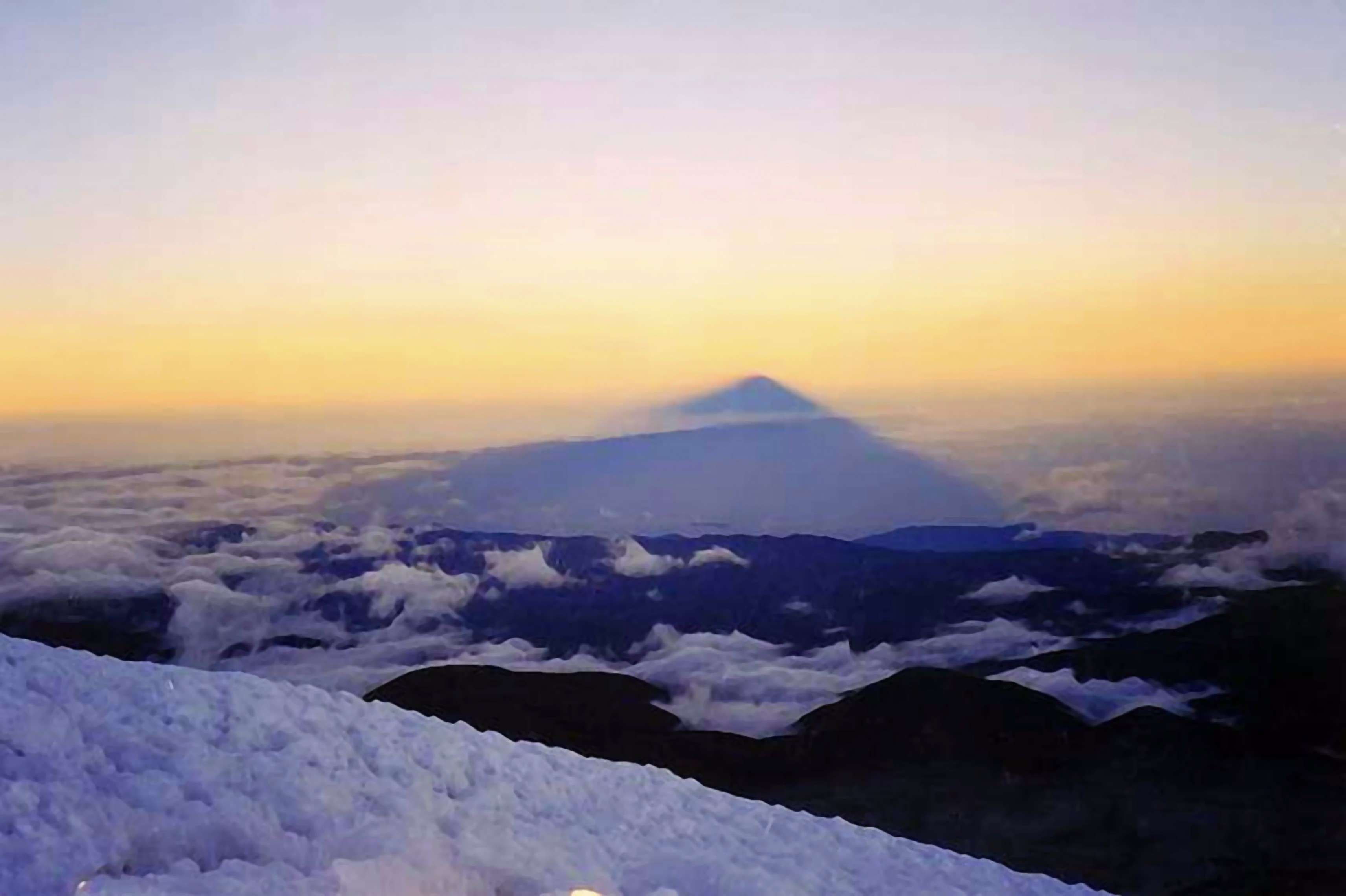
Umbra lui Chimborazo așa cum se vede de pe pisc la răsărit
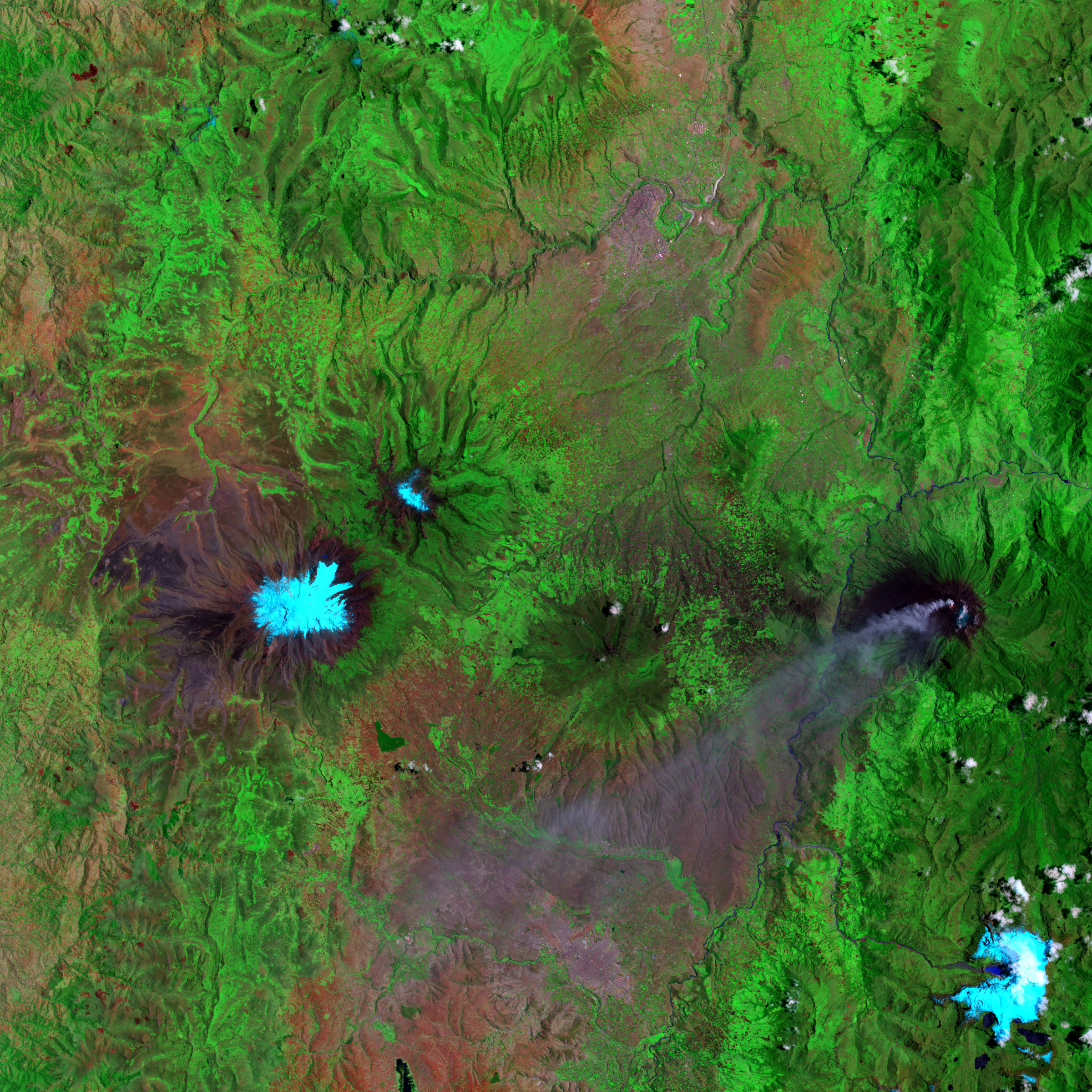
Culoare falsă a imaginii Chimborazo luată de satelit (albastru deschis în centru) și a vecinului său Tungurahua (centru spre dreapta)
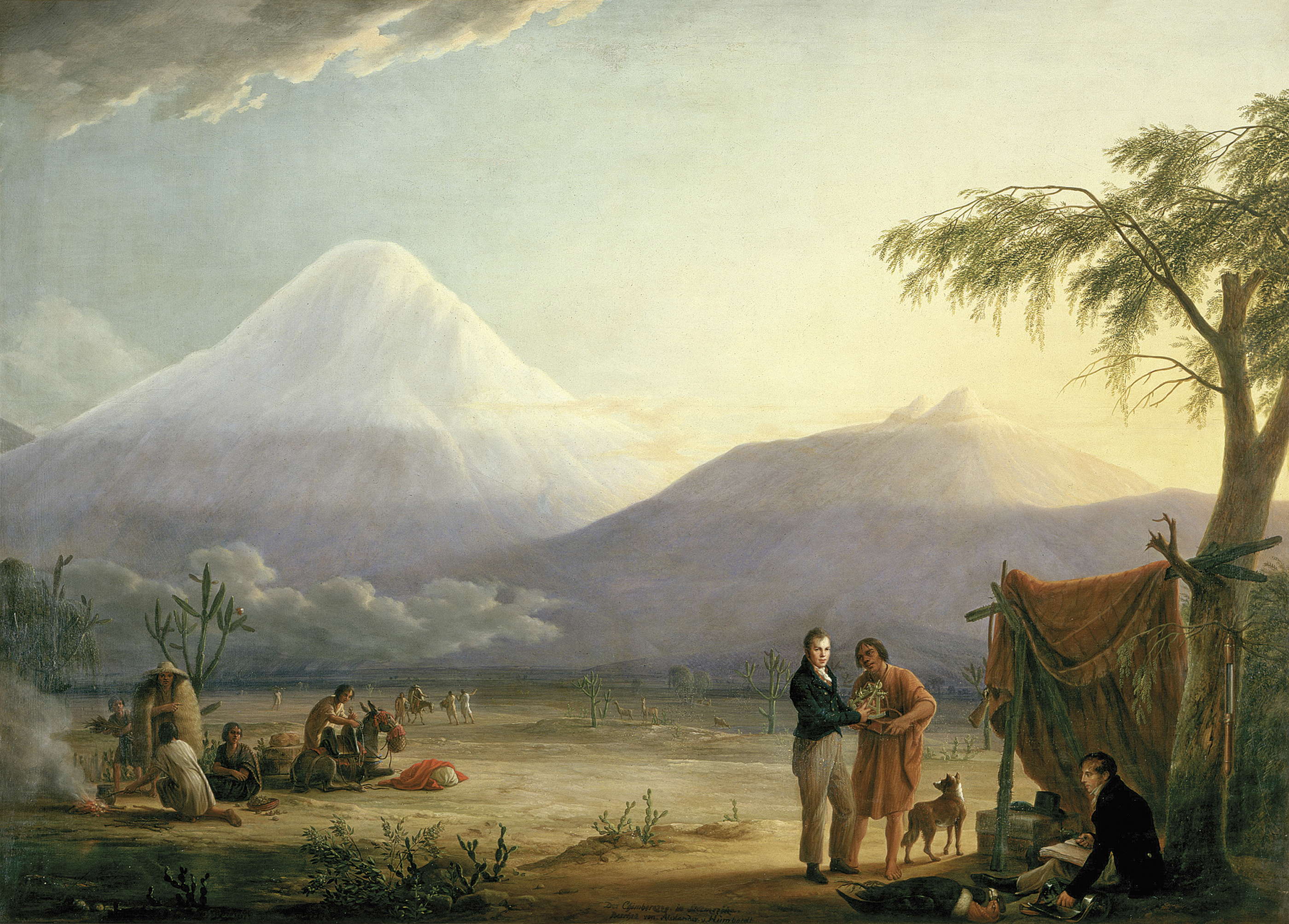
Alexander von Humboldt și Aimé Bonpland la Chimborazo

## Istoria

### Prima ascensiune
Până la începutul secolului al XIX-lea se credea că Chimborazo a fost cel mai înalt munte de pe Pământ (măsurat de la nivelul mării), și această reputație a dus la multe încercări de a-i cuceri vârful în cursul secolelor al XVII-lea și al XVIII-lea. 
În 1802 în timpul expediției sale în America de Sud, baronul Alexander von Humboldt, însoțit de Aimé Bonpland și ecuadorianul Montúfar Carlos a încercat să ajungă la vârful său. Din descrierea lui a muntelui se pare că înainte ca el și tovarășii săi să se intoarca din cauza bolii de altitudine ei au atins un punct situat la 5875 m, mai mare decât orice punct atins anterior de către orice european din istorie. În 1831 Jean Baptiste Boussingault și Colonelul Hall au atins un nou "punctul cel mai înalt", care a fost calculate ca fiind 6006 m. În 1880 vârful Chimborazo a fost mai întâi urcat de  Edward Whymper și frații Louis și Jean-Antoine Carrel. Pentru că au existat multe critici care se indoiau că Whymper a ajuns la vârf, mai târziu, în același an, el a urcat din nou vârful dar a ales o cale diferită (Pogyos) cu doi ecuadorieni David Beltrán și Francisco Campaña.

### Zborul 232 SAETA
În august 1976 zborul 232 SAETA, care transporta 55 de pasageri și patru membri ai echipajului aflați la bordul unui avion, de la Quito la Cuenca a dispărut pe traseu. În octombrie 2002, după 26 de ani, aeronava a fost găsită cu cadavrelor celor 59 de ocupanți la 5400 de metri altitudine, pe Chimborazo, de alpiniști ecuadorieni pe o rută din est care este rar folosită.

## Alpinism

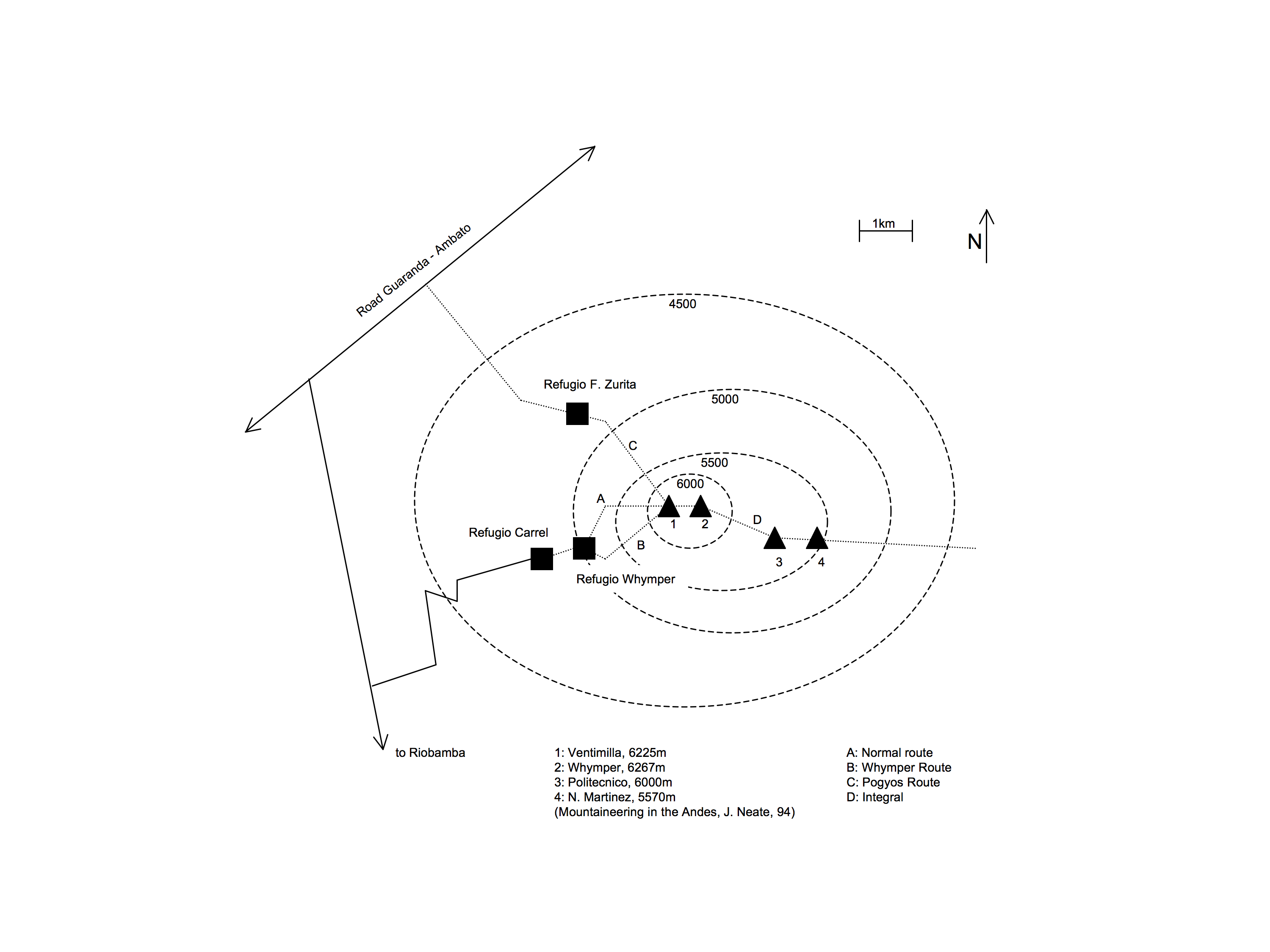
Schema cabanelor de pe Chimborazo, principalele vârfuri și rute

Ca cel mai înalt munte din Ecuador, Chimborazo este foarte atractiv pentru alpinism și de aceea este foarte popular si poate fi urcat pe tot parcursul anului, cu cele mai bune sezoane în decembrie-ianuarie și iulie-august.

### Refugii
Există două cabane funcționale, Hut Carrel (4850 m) și în apropiere Whymper Hut (5000 m). La Hut Carrel se poate ajunge cu mașina de la Riobamba, Ambato sau Guaranda. Pe latura de nord-vest se află acum defuncta cabană Zurita (4900 m), care a servit drept bază pentru ruta Pogyos.